# Сефа, Норика
Норика Сефа (алб. Norika Sefa, род. Джяковица) — косовская писательница и кинорежиссёр, проживающая в Праге, Чехия. Её дебютный художественный фильм «В поисках Венеры» (2021) получил специальный приз жюри на 50-м Международном кинофестивале в Роттердаме.

## Жизнь и работа
Она получила степень магистра на Факультете кино и телевидения Академии музыкальных искусств в Праге. В своих фильмах она часто совмещает игровое и документальное кино. Норика была приглашена в Европейскую киноакадемию.
Desde Arriba (2020) — гибридный документальный фильм, снятый под руководством Вернера Херцога в перуанских джунглях.

## «В поисках Венеры»
«В поисках Венеры» (алб. Në kërkim të Venerës, 2021) — дебютный полнометражный фильм Сефы. Фильм представляет собой драму о взрослении, снятую в Косово с участием группы, состоящей в основном из неактёров. Она хотела показать картину Косово, далекую от экзотических стереотипов.
Фильм совместного производства Косовского центра кинематографии и Северной Македонии. Фильм снимался в маленьком городке в Косово, на границе с Северной Македонией. Премьера фильма состоялась на 50-м Международном кинофестивале в Роттердаме, где он получил специальный приз жюри конкурса «Тигр». В настоящее время (по состоянию на март 2022) Норика работает над своим следующим полнометражным фильмом, действие которого происходит в Косово.

## Фильмография
- Desde Arriba (2020) — короткометражный документальный
- Kiss Me, Now (2020) — короткометражный документальный
- Në kërkim të Venerës/Looking for Venera (2021) – художественный фильм